# مسطرة النانو
تتسم مسطرة النانو (بالإنجليزية:  Nanoruler )‏ بأنها مسطرةً ذات أبعادٍ دقيقةٍ، مصنوعةً من بنية شبكية بلورية من السليكون. وحيث أن وظيفة تلك المسطرة هي قياس الأجزاء أو القطع نانومترية المقياس، فإن لها القدرة على تحديد مستقبل صناعة تقنية النانو. وبما أن خصائص السليكون هي جد معروفةٍ لنا، فإن المسافة بين خطٍ شبكيٍ وشعريٍ لبلورةٍ واحدةٍ هو أيضاً جد معروف. ومن ثم، فإن حساب أو عد تلك الخطوط له القدرة على الكشف عن مقياسٍ أو وسيلة قياسٍ دقيقةٍ جداً بصورةٍ واضحةٍ.
وكانت تلك المسطرة قد طور بنيتها المعهد الوطني للمعايير والتكنولوجيا (بالإنجليزية: National Institute of Standards and Technolog)‏، وتم الكشف عنها بعد ذلك عام 2005.
هذا ويشير لفظ مسطرة النانو كذلك إلى اسم تلك الآلة التي تنتج نماذج مشبكة كبيرة الحجم (أكبر من 300 مليمتر × 300 مليمتر) ذات دقة نانومترية، والقائمة على مبدأ الطباعة الحجرية بمسح تداخل الأشعة (بالإنجليزية:  Scanning Beam Interference Lithography)‏. وبدلاً من استخدام الأسلوب التقليدي في إنتاج الشباك بواسطة التسطير الآلي، يقوم هذا الأسلوب بالتسطير عبر تداخل أو تفاعل الأشعة الضوئية. كما تم تطوير مسطرة النانو في مختبر تقانة الفضاء النانوية بمعهد كافلي للفيزياء الفلكية وأبحاث الفضاء بمعهد ماساتشوستس للتقنية.